# Contea di Union (Nuovo Messico)
La contea di Union, in inglese Union County, è una contea dello Stato del Nuovo Messico, negli Stati Uniti. La popolazione al censimento del 2000 era di 4 174 abitanti. Il capoluogo di contea è Clayton.

## Geografia
La contea si trova nell'angolo nord-est dello Stato, al confine con Colorado, Oklahoma e Texas. Si trova nelle Grandi Pianure. A ovest si trovano i vulcani Sierra Grande e Capulin Mountain. La contea è attraversata da arroyo.

### Contee confinanti
- Contea di Las Animas (Colorado) - nord
- Contea di Baca (Colorado) nord-est
- Contea di Cimarron (Oklahoma) - est
- Contea di Dallam (Texas) - est
- Contea di Hartley (Texas) - sud-est
- Contea di Quay - sud
- Contea di Harding - sud-ovest
- Contea di Colfax - ovest

## Storia
La contea fu istituita nel 1894. La contea fu chiamata così per il desiderio dei cittadini di unirsi in un'unica contea.

## Comuni

### Town
- Clayton (capoluogo)

### Villages
- Des Moines
- Folsom
- Grenville

### Census-designated place
- Capulin